# Mai 1995
Acest articol este generat integral pe baza informațiilor din articolul 1995 și este actualizat periodic de un robot.
 Editările făcute în articol vor fi șterse la următoarea actualizare! Dacă doriți să faceți modificări, editați articolul-sursă.

ianuarie -
februarie -
martie -
aprilie -
mai -
iunie -
iulie -
august -
septembrie -
octombrie -
noiembrie -
decembrie
Mai 1995 a fost a cincea lună a anului și a început într-o zi de luni.

## Evenimente
- 7 mai: Jacques Chirac este ales președinte al Franței. Va începe mandatul pe 17 mai.
- 10 mai: Membrii Comisiei „Apartamentul” au finalizat raportul ce analizează modul în care s-au atribuit și închiriat locuințele din fondul locativ de stat anumitor politicieni români. Comisia, înființată în mai 1994, a stabilit că în 118 cazuri s-au produs ilegalități, între cele 118 persoane fiind și nume foarte sonore.[1]
- 17 mai: Pentru prima dată, un român, Constantin Lăcătușu, a reușit să ajungă pe cel mai înalt vârf al lumii, Everest (8.848 m).
- 24 mai: Corneliu Coposu, președintele PNȚCD, este înștiințat printr-un document oficial că președintele Franței, Jacques Chirac, i-a acordat, la propunerea ministrului delegat pentru Afacerile Europene, Alain Lamassoure, Ordinul național al Legiunii de Onoare, cu gradul de Ofițer. Este prima distincție pe care președintele francez o atribuie de la începerea mandatului său.
- 24 mai: Patriarhul Bisericii Ortodoxe Române, Teoctist, și alte înalte fețe bisericești adresează președintelui Camerei Deputaților, Adrian Năstase, un memoriu în care se cere menținerea pedepsei cu închisoarea pentru homosexuali, prevăzută în Codul Penal aflat în vigoare, dar abrogată deja printr-o inițiativă legislativă de Senat.
- 29 mai: A 12-a enciclică intitulată Ut unum sunt („pentru ca toți să fie unul"), prin care Papa Ioan Paul al II-lea a făcut apel la unitatea creștinilor din întreaga lume.
- 29 mai: Societatea Automobile Dacia Pitești a lansat la TIBCO'95, noul model Dacia Nova, primul model proiectat și realizat în România, destinat atât pieței interne, cât și exportului.

## Decese
Maria Pia de Saxe-Coburgo e Bragança (Hilda de Toledano), 88 ani (n. 1907)
Deng Lijun, 42 ani, cântăreață taiwaneză (n. 1953)
Magda Rurac, 76 ani, jucătoare română de tenis (n. 1918)
David Avidan, 61 ani, poet israelian (n. 1934)
Eric Porter (Eric Richard Porter), 67 ani, actor britanic (n. 1928)
Lola Flores, cântăreață, dansatoare și actriță spaniolă (n. 1923)
Henri Laborit, 80 ani, medic, scriitor și filosof francez (n. 1914)
Elizabeth Montgomery, 62 ani, actriță americană de film (Bewitched, serial), (n. 1933)
Paul Anghel, 63 ani, scriitor român (n. 1931)
Élie Bayol (Élie Marcel Bayol), 81 ani, pilot francez de Formula 1 (n. 1914)
Ștefan Bănică, 61 ani, actor și cântăreț român (n. 1933)
Jean Valnet, 74 ani, medic francez (n. 1920)
Mircea Cojocaru, 56 ani, prozator român (n. 1938)
Ștefana Velisar Teodoreanu (n. Maria Ștefana Lupașcu), 98 ani, soția lui Ionel Teodoreanu (n. 1897)